# سنو وايت والأقزام السبعة (فلم 1937)
سنووايت والأقزام السبعة أو بياض الثلج والأقزام السبعة (بالإنجليزية: Snow White and the Seven Dwarfs) هو فيلم رسوم متحركة أمريكي، أنتجته شركة والت ديزني في العام 1937، يُعد الأول من نوعه عالمياً كفيلم رسوم متحركة طويل. أنتِج في 21 ديسمبر 1937 بهوليووود. الفيلم مُقتبس من قصة بياض الثلج للأخوان غريم التي ظهرت في عام 1812، وهي قصة تعود جذورها إلى التقاليد الأوروبية.
إذا لم يكن، على عكس ما يُزعم كثيراً أول فيلم رسوم متحركة في تاريخ السينما، وقد أحجبت سنو وايت والأقزام السبعة الشهرة عن سابقيها بسبب أثرها الشديد على جمهور الولايات المتحدة والخارج؛ وذلك بسبب عمل العديد من الفنانين من ديزني.
يعتبره الكثيرين من أبرز الأعمال، ويعتبر الفيلم علامة بارزة في الرسوم المتحركة وأيضاً السينما حيث الابتكارات التقنية والفنية المتقدمة والمستخدمة في هذا الفيلم.
وتعود ميزانية إنتاج الفيلم نحو 1.48 ميلون دولار أمريكي، ويعتبر رقماً قياسياً في هذه الفترة. وكانت أرباح الاستثمار الذي حققته الشركة المؤسسة من قبل والت ديزني كبيراً وذلك أيضاً في أول عرض للفيلم مما يجعل الفيلم يكون قد حقق نجاحاً لا يمكن إنكاره.

## القصة

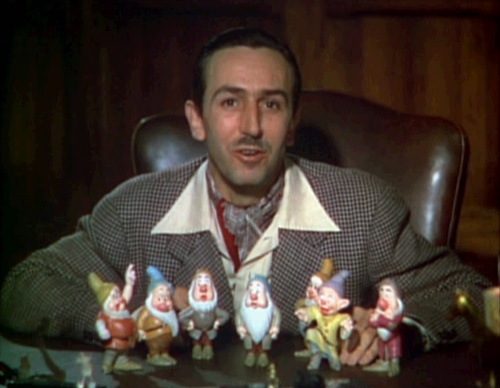
والت ديزني يقدم كل من الأقزام السبعة في مشهد من إعلان الفيلم المسرحي الأصلي سنو وايت والأقزام السبعة 1937.

تدور أحداث القصة حول سيدة قاسية، عملت كرئيسة لقصر الملك، وتسبب في قتل زوجة الملك ثم تزوجته بحجة الاعتناء ببنته بيضاء الثلج، ولكنها بعد أن ملكت زمام الامور في القصر حبست الملك وتسبب في موت، وحوّلت الأميرة بياض الثلج إلى خادمة كل ما عليها فعله هو تنظيف الأرضية وكنس القصر بأكمله من أوله لتحته، وكانت الملكة الشريرة تمتلك مرآة سحرية إذا ما سألتها سؤاڷا تجاوبها على الفور، وكان سؤالها الأوحد.
(من هي أجمل النساء جمالا في العالم؟)، وكان الرد عليها أنها هي الأجمل فتزداد غرورا وتكبرا وطغيانا، إلى أن يأتي اليوم التي تجيبها المرآة بأن أجمل النساء العالم هي الأميرة بيضاء الثلج، وتوصي صياد القصر لاصطحابها لنزهة بالغابة ثم يقتلها بدون أن يراهما أحد ويضربها بقلبها حتى تتأكد من وفاتها، ولكن الصياد المخلص أبى أن يقتلها، ونصحها بالهروب بعيداً حتي لا تفتك بها الملكة الشريرة.
وتهرب الأميرة بياض الثلج لأعماق الغابة.
وهناك تصادق مجموعة من الحيونات الأليفة والذين يدلونها على مكان لقضاء الليل فيه، ألا وهو المنزل الذي يقطنه سبعة من الرجال الأقزام السبعة، ولكنها عندما دخلته وجدت كل ما فيه من أثاث ومتاع بأحجام صغيرة، فظنت في بادئ الأمر أن المنزل لأطفال، ورجحت أنهم من الأيتام لكون المنزل يعلوه التراب والإهمال، فأخذت الأميرة بياض الثلج على عاتقها مهمة تنظيف المنزل وساعدها في ذلك أصدقاوها الحيوانات الاليفة.
وبعد عودة الأقزام السبعة من عملهم بمنجم الأحجار الكريمة يلاقون الأميرة بيضاء الثلج في بيتهم ثم اجتمعوا على بقائها (إلا القزم غضبان) بعد أن وعدتهم بالاهتمام بأحوال المنزل من تنظيف وطهي وخلافه
ولكن الملكة عادت لتسأل المرآة نفس السؤال الذي دأبت على سؤاله، وتجيبها المرآة أن بياض الثلج لا زالت الأجمل، هنا تقاطع الملكة الشريرة المرآة وتخبرها أنها ماتت، ولكن المرآة تخبرها أن الأميرة بياض الثلج لم تمت، وأن الصياد خدعها وقدم لها قلب خنزير بدلاً من قلب الأميرة بياض الثلج، تستشيط الملكة من الغيظ، وتقرر أن تقتل الأميرة بياض الثلج بنفسها، ويدلها مكرها على استخدام السحر هذه المرة لقتلها، وتحول نفسها إلى سيدة عجوز شمطاء دميمة حتى لا تتعرف عليها الأميرة بياض الثلج، وتتنكر في شكل بائعة تفاح وتنتظر حتى ذهاب الأقزام للعمل لتختلى بالأميرة بياض الثلج وتحاول إيهامها أن معها تفاحة الأحلام، إذا ما تمنى إنسان أمنية وقضم قضمة من هذه التفاحة فستُحقق له أمنيته، ولكن التفاحة كانت مسحورة، إذا ما قضمتها الأميرة بياض الثلج حتى تفارق الحياة مؤقتاً، ولا يعيدها إليها إلا قبلة من الحبيب، وما أن قضمت الأميرة بياض الثلج منها قضمة واحدة حتى سقطت على الأرض، هنا شعرت الملكة أنها انتصرت على الأميرة بياض الثلج.
وأثناء محاولتها العودة إلى القصر إذ بالأقزام السبعة يهاجمونها بعد أن قادتهم الحيوانات الأليفة إلى الملكة بعد أن اكتشفوا أمرها، وأثناء محاولتها قتل الأقزام، تسقط الملكة من على قمة إحدى الجبال لتموت في الحال.
ويعود الأقزام إلى الأميرة بياض الثلج، وقد علاهم الحزن والأسى من فراقها، ولم يستطيعوا تحمل دفنها فأقاموا لها تابوتاً زجاجياً، حتى يأتي الأمير ويتزوج الأميرة بيضاء الثلج ويحملها على صهوة حصانه إلى قصره الكبير .

## الشخصيات
- الأميرة بياض الثلج (سنووايت) (بالإنجليزية: Snow White)، قامت بالأداء الصوتي للشخصية الممثلة أدريانا كاسيلوتي.
- الملكة الشريرة، قامت بالأداء الصوتي للشخصية الممثلة لوسيل لافرني.
- دوك أو فهمان (بالإنجليزية: Doc)، قام بالأداء الصوتي للشخصية الممثل روى أتويل.
- غضبان (بالإنجليزية: Grumpy)، قام بالأداء الصوتي للشخصية الممثل بينتو كولفيج.
- فرحان (بالإنجليزية: Happy)، قام بالأداء الصوتي للشخصية الممثل أوتيس هارلان.
- نعسان (بالإنجليزية: Sleepy)، قام بالأداء الصوتي للشخصية الممثل بينتو كولفيج.
- خجلان (بالإنجليزية: Bashful)، قام بالأداء الصوتي للشخصية الممثل سكوتي ماثارو.
- عطسان (بالإنجليزية: Sneezy)، قام بالأداء الصوتي للشخصية الممثلبوت جيلبير.
- دقدق أو بسيط (بالإنجليزية: Dopey)، قام بالأداء الصوتي للشخصية الممثل جيمي ماكدونالد.
- الأمير، قام بالأداء الصوتي للشخصية الممثل هاري ستوكويل.
- المرآة السحرية، قام بالأداء الصوتي للشخصية الممثل موروني أولسن.
- هامبرت الصياد، قام بالأداء الصوتي للشخصية الممثل ستيوارت بوكانان.

## فريق العمل

### مشرفي الفريق
- هاميلتون لوسيكي
- نورمان فيرجسون
- فريد مور
- جوستاف تنجرين
- فالديمير تيتلا

### المحركون
| - فرانك توماس - ديك ليندي - آرثر رابيت - إريك لارسون - ميلت كال - روبرت ستوكس - جيمس ألجير - آل إجيستر - سى يونج | - جشوا ميدور - أوجو دورسي - جورج رولى - أولى جونسون - ليس كلارك - فريد سبينسر - بيل روبرتس - بيرنارد جبروت - جريتشن هيل | - جريم ناتويك - جاك كامبيل - مارفن وود وارد - جيمس كولهين - ستان كواكنبوش - وارد كيمبول - وولفجانج راذرمان - روبرت مارتش |

## الإنتاج
بدأ تطوير سنو وايت والأقزام السبعة في مطلع 1934، وفي يونيو 1934، صرح والت ديزني لصحيفة نيويورك تايمز عن إنتاج أول فيلم طويل له، والذي كان من المقرر صدوره تحت شركة والت ديزني للإنتاج. وفي إحدى الأمسيات من ذلك العام، مثّل والت ديزني قصة سنو وايت والأقزام السبعة بالكامل لطاقم عمله، معلنًا أن الفيلم سيتم إنتاجه على صورة فيلم طويل.
فقبل سنو وايت والأقزام السبعة تمثلت مشاركة ستوديوهات ديزني الأساسية في إنتاج أفلام قصيرة متحركة لـميكي ماوس وسيلي سيمفوني. وقد كان والت ديزني يطمح في أن يزيد من أرباح استوديوهاته وسمعتها عن طريق الاتجاه إلى صناعة الأفلام الطويلة، وقدر لميزانية إنتاج الفيلم أن تكون حوالي 250,000 دولار، وهو ما يعادل عشر أضعاف متوسط حلقة من سيلي سيمفوني.
وقُرر لسنو وايت والأقزام السبعة أن يكون أول فيلم طويل مصنوع بطريقة التحريك التقليدي في تاريخ صناعة الأفلام؛ لهذا كان على والت ديزني أن يحارب من أجل إنتاج الفيلم. وقد حاول شقيقه وشريكه في العمل روي ديزني بالإضافة إلى زوجته ليليان أن يقنعاه بالعدول عن رأيه. كما كان يشار للفيلم في هوليوود بـ «حماقة ديزني» من باب السخرية. إضطر والت ديزني لأن يرهن منزله ليساعد في تمويل إنتاج الفيلم الذي كلف في النهاية 1,488,422.74 دولارًا أمريكيًا، وذلك كان يعد مبلغًا ضخمًا لفيلم طويل في 1937.

### الموسيقى
الأغاني في سنو وايت والأقزام السبعة من تلحين فرانك تشيرشل ولاري موري. وقام بول سميث ولاي هارلين بتلحين أفلمة الموسيقى. أشهر الأغاني من سنو وايت هي 'Heigh-Ho' و 'Someday My Prince Will Come' و 'Whistle While You Work'. ولأن ديزني لم تكن تملك شركة نشر للموسيقى في ذلك الوقت، كانت شركة Bourne Co. Music Publishers هي المسؤولة عن إدارة حقوق النشر للموسيقى والأغاني، وظلت محتفظة بتلك الحقوق. وبعد عدة سنوات، تمكن الإستوديو من استرجاع حقوق الموسيقى لأفلام عدة لكن لم يكن سنو وايت والأقزام السبعة منها. أصبح سنو وايت أول فيلم أمريكي له ألبوم بالموسيقى التصويرية، حيث صدر الألبوم بالتزامن مع الفيلم. فقبل سنو وايت لم يكن للموسيقى التصويرية أهمية ولم يلتفت لها أحد.

## الجوائز

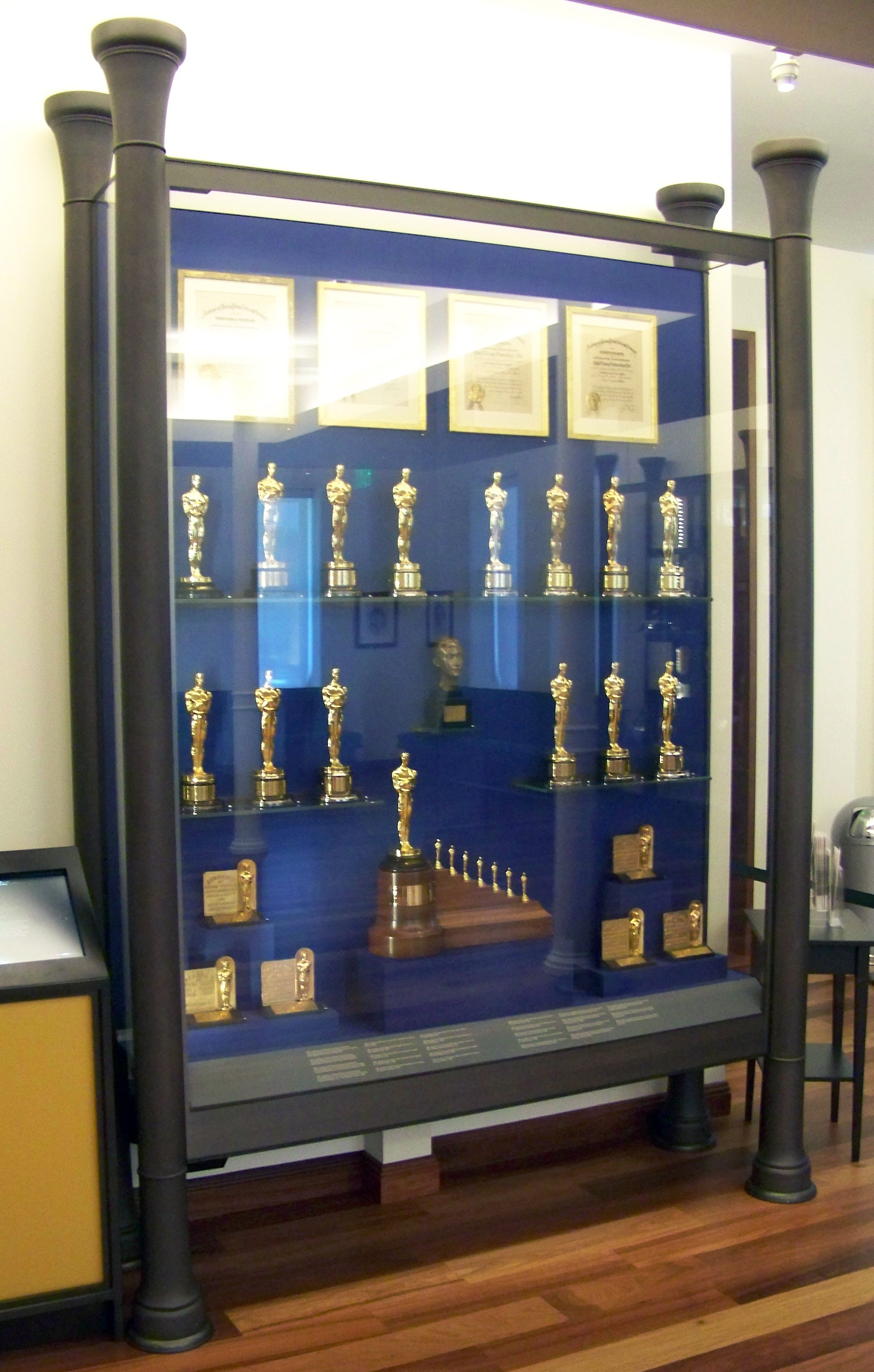

- نال والت ديزني جائزة أوسكار شرفية عن هذا الفيلم كونه أول فيلم طويل للرسوم المتحركة، ولم ينال الجائزة والتي تمثل تمثال الأوسكار فحسب، وإنما تسلمه بصحبة سبعة تماثيل أخرى صغيرة الحجم كناية عن بيضاء الثلج والأقزام السبعة.
- رُشّح الفيلم لجائزة الأوسكار لجائزة أفضل موسيقى.

## النسخة العربية
تم دبلجة هذا الفيلم ثلاث مرات، الأولى كانت بالمزيج بين اللهجة المصرية والعربية الفصحى حيث تمت في السبعينات من القرن العشرين. أما الثانية فتمت بالكامل باللغة العربية الفصحى مع تعريب لاسم سنووايت غلى بياض الثلج و تحريف بعض المضامين لصالح تلفزيون ج وتمت في عام 2015. و الدبلجة الثالثة و الأخيرة تمت في أواخر عام 2022 لصالح المنصة الجديدة ديزني بلس حيث ضمت العديد من الأسماء التي عملت مسبقاً على نسخة تلفزيون ج مثل جيهان الناصر بدور الملكة و زياد الشريف بدور الأمير و محمد الشرشابي بدور خادم المرآة السحرية.

### الدبلجة باللهجة المصرية
- فاطمة مظهر - سنو وايت
- رتيبة الحفني - سنو وايت (غنائي)
- ملك الجمل - الساحرة الشريرة
- مرفت سعيد -الملكة الشريرة
- عبد الوارث عسر - الراوي والمِرآة السحرية
- أحمد راضي
- جمال إسماعيل - غضبان
- سعيد خليل
- سامي طموم

تولى مهمة إخراج النسخة العربية المخرج الكبير أحمد كمال مرسي، شيخ المدبلجين قديمًا وصاحب أول تجربة تعريب صوتي كامل في الوطن العربي في منتصف الأربعينات.
يعتبر فيلم سنو وايت والأقزام السبعة، أول فيلم لشركة والت ديزني للحصول على نسخة عربية، عرض لأول مرة في صالات العرض عام 1975.
تختلف النسخة السينيمائية التي عرضت أول مرة في منتصف السبعينات عن نسخة العرض المنزلي الموزعة من قبل شركة الخيول في التسعينات بعد افتتاح الفرع العربي لشركة والت ديزني، حيث كان موجودًا عدة أسطر صوتية في النسخة السينيمائية غير موجودة في النسخة الأصلية لذا تم إزالتها من الإصدار المنزلي، وكذلك تم تبديل كلمة النهاية بمقابلها الإنجليزي The End في إصدار العرض المنزلي عند نهاية الفيلم، واحتوى الإصدار السينيمائي على جملة إلى اللقاء مع روائع والت ديزني والتي بدورها حذفت من نسخة العرض المنزلي.
الإصدار السينيمائي الأصلي لا يزال موجودًا، ضمن أحد الأشرطة غير الرسمية وبعض النسخ التي تم دمج الدبلجة عليها أو المقرصنة، من توزيع شركة الوسام الكويتية.

### الدبلجة بالفصحى
- نهى قيس - بياض الثلج
- طارق إسماعيل - فهمان
- سيد الرومي - غضبان
- هشام الجندي - فرحان
- عبد الله سعد - خجلان
- سيد الرومي - عطسان
- جيهان الناصر - الملكة الشريرة
- محمد الشرشابي - المرآة
- زياد الشريف - الأمير

## وصلات خارجية
- الموقع الرسمي
- http://www.imdb.com/title/tt0029583/

http://en.wikipedia.org/wiki/Snow_White_and_the_Seven_Dwarfs_(1937_film)#Crew
- http://disney.go.com/vault/archives/characters/sevendwarfs/sevendwarfs.html
- مقالات تستعمل روابط فنية بلا صلة مع ويكي بيانات